# Vacuki Nobuhiro
Vacuki Nobuhiro (和月 伸宏; Hepburn: Watsuki Nobuhiro; Nagaoka, 1970. május 26. –) japán mangaka. Leghíresebb sorozata a Ruróni Kensin című szamurájmanga.

## Pályafutása
Vacuki Nobuhiro már gyerekkorában elkezdett mangákat rajzolni, elsősorban három évvel idősebb bátyja hatására. A középiskolában kendózni tanult, és bár nem járt sok sikerrel, tapasztalatait felhasználta későbbi figurái kidolgozásához.
1987-ben elnyerte a Shonen Jump magazin által kiírt Tezuka Award-ot "Teacher Pon" című munkájával, majd Obata Takesi mangaka asszisztenseként dolgozott 1993-ig, és közben már maga is publikálhatott rövid történeteket. 1992-ben Szengoku no Mikazuki című szamurájos története már előre vetítette legnagyobb sikerét, a Ruróni Kensint, amelyből először két rövid fejezet jelent meg 1992-1993-ban a Súkan Sónen Jumpban.
A Ruróni Kensin: Egy kardforgató története a Meidzsi romantika korából azonnal hatalmas siker lett. Nemzetközileg is ismert és népszerű mangának számít, de Japánban különösen kedvelik a sógunátus végkorát bemutató munkákat. Besorolása szerint sónen, vagyis fiúknak szóló manga, de a lányok körében is népszerűnek bizonyult. A Vándor Kensin kalandjaiból animesorozat és játékfilm is készült.
A Kensin 28 kötetének a rajzolása 1994 és 1999 között teljesen lefoglalta Vacukit, így csak 2001-ben indult új sorozata, a vadnyugati környezetbe helyezett Gun Blaze West, ám ennek nem volt valami kedvező fogadtatása, és három kötet után félbe is szakadt. 2003-ban következett a Buszó Renkin, amely alapján rajzfilm is készült, de 10 kötet után ezt is le kellett zárnia. 2007 óta az Embalming címen dolgozik a Jump Square antológia számára.
2017 novemberében a rendőrség „korai” tizenéves lányokat meztelenül szerepeltető DVD-ket talált Vacuki tokiói irodájában, majd a tokiói rendőrség gyermekpornográfia birtoklásának vádjával átkutatta Vacuki otthonát. A házkutatás során több olyan DVD-t is találtak, melyen 18 életévüket be nem töltött lányok szerepelnek meztelenül. 2017. november 21-én gyermekpornográfia birtoklásának vádjával az ügyészség elé utálták az ügyet. Később a Ruróni Kensin kiadója, a Shueisha bejelentette, hogy hiátusba teszi a sorozatot. 2018 februárjában végül 200 000 jenre büntették Vacukit.

## Stílusa és hatások
Vacuki első kedvencei Tezuka Oszamu klasszikus munkái voltak, de számos más mangaka is megihlette, köztük mestere és kedvence, Obata Takesi, a Death Note rajzolója. A japánok között viszonylag ritka módon imádja a Marvel-képregényeket, elsősorban az X-Ment és a Pókembert. A Ruróni Kensin több szereplőjét is szuperhősökről mintázta, így például a 4. kötetben az egyik figura ökléből kiugró karmok, sőt, az egész azt követő párbaj is Rozsomákra utal.

## Munkái magyarul
- Ruróni Kensin 1-16 (MangaFan kiadó, 2007. szeptember óta. Fordítók: Kiss Réka Gabriella, Kodaj Bálint, Vida Március, Basa Zsófia)